# Der verschwundene Soldat
Der verschwundene Soldat (internationaler englischsprachiger Titel The Vanishing Soldier, hebräisch החייל הנעלם) ist ein Thriller von Dani Rosenberg. Das an einem einzigen Tag in Tel Aviv spielende Coming-of-Age-Drama feierte Anfang August 2023 beim Locarno Film Festival seine Premiere. Der Kinostart in Deutschland erfolgte Mitte Oktober 2024.

## Handlung
Der 18-jährige Shlomi leistet seinen Wehrdienst bei der israelischen Armee. Der junge Soldat ist in Gaza stationiert. Eines Tages kehrt er einfach zu seiner Freundin Shiri nach Tel Aviv zurück, ohne seiner Truppe Bescheid zu sagen. Dass ihm für die Fahnenflucht eine Gefängnisstrafe droht, ist dem 18-Jährigen durchaus bewusst. Doch der Wunsch, seine Freundin Shiri noch ein letztes Mal zu sehen, bevor sie für ein Studium nach Kanada zieht, ist größer. Shiri arbeitet als Sous-Chefin in einem der vielen Touristenrestaurants der Stadt.
Als Shlomi mitbekommt, dass die Armeeführung ihn in palästinensischer Gefangenschaft wähnt und sein Vater zudem nach einem vom Schrecken eines Bombenangriffs ausgelösten Herzinfarkt im Krankenhaus liegt, wird ihm das tatsächliche Ausmaß seiner Entscheidung zusehends bewusst. Er gesteht seiner Mutter Rachel, dass er desertiert ist, und sie bittet ihn, wieder zu seiner Einheit zurückzukehren.

## Produktion

### Regie und Drehbuch
Regie führte Dani Rosenberg. Er wurde 1979 in Tel Aviv geboren, wo die im Film erzählte Geschichte spielt. Es handelt sich bei Der verschwundene Soldat nach The Death of Cinema and My Father Too von 2020 um Rosenbergs zweiten Spielfilm. Zudem führte er bei dem Dokumentarfilm Uri Zohar Khozer von 2018 Regie. Zuvor realisierte er einige Kurzfilme wie den 2005 bei der Berlinale lobend erwähnten Don Kishot be'Yerushalaim, in dem er Don Quixote und Sancho Pancha in die Gegenwart nach Israel schickt. Er führte auch bei der von ihm gemeinsam mit Tom Shoval entwickelten Fernsehserie Johnny and the Knights of Galilee Regie. 
Die Idee für die Geschichte ist in einer persönlichen Erfahrung Rosenbergs begründet, der selbst im Alter von 18 Jahren während des Militärdienstes eines Nachts seinen Wachposten in der judäischen Wüste verließ. Anders als Shlomi in seinem Film war er bereits nach einer Stunde wieder zurückgekehrt, bevor sein Verschwinden bemerkt worden wäre. „Das war der unbeholfene Versuch, mich gegen das System aufzulehnen“, so Rosenberg. Damals habe er angefangen, darüber nachzudenken, was wohl passiert wäre, wenn er wirklich den Mut gehabt hätte, sich aufzulehnen. Bis heute ringe er als israelischer Staatsbürger damit, Teil eines Systems zu sein, mit dem er sich eigentlich nicht identifizieren könne. Das Drehbuch für Der verschwundene Soldat schrieb Rosenberg gemeinsam mit Amir Kliger.

### Besetzung, Synchronisation und Filmmusik

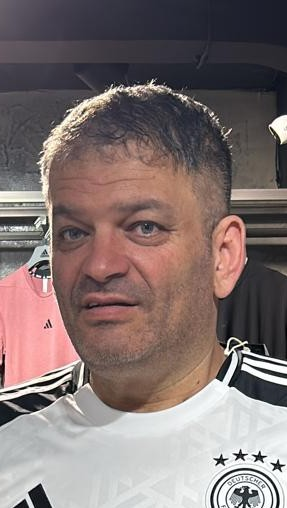
Shmulik Cohen spielt Shlomis Vater

Ido Tako, der zuvor durch mehrere israelische Fernsehserien bekannt wurde, spielt in der Haupt- und Titelrolle den 18-jährigen Soldaten Shlomi. Efrat Ben-Zur und Shmulik Cohen spielen seine Mutter Rachel und seinen Vater und Tikva Dayan seine Großmutter. Mika Reiss ist in der Rolle seiner Freundin Shiri zu sehen, die als Sous-Chefin in einem Restaurant arbeitet.
Die deutsche Synchronisation entstand nach einem Dialogbuch von David Fuchs und der Dialogregie von Sascha Kaufmann im Auftrag von aaron:.film in Nürnberg. Jan Langer leiht in der deutschen Fassung Tako in der Rolle von Shlomi seine Stimme und Rainer Denk Cohen in der Rolle seines Vaters.
Die Filmmusik komponierte Yuval Semos, der dies bereits für Rosenbergs The Death of Cinema and My Father Too getan hat und der zuletzt mit Tal Lazar für den Horrorfilm Unborn zusammenarbeitete. Das Soundtrack-Album mit insgesamt 12 Musikstücken wurde Ende Mai 2024 von Everbliss Mosaic als Download veröffentlicht.

### Marketing und Veröffentlichung
Die weltweiten Rechte am Film sicherte sich Intramovies. Die Premiere erfolgte am 5. August 2023 beim Locarno Film Festival, wo der Film im Hauptwettbewerb gezeigt wurde. Zu dieser Zeit wurde der erste Trailer vorgestellt. Ab Ende September 2023 wurde Der verschwundene Soldat beim Reykjavik International Film Festival vorgestellt und im November 2023 beim Internationalen Filmfestival Thessalonik. Im Januar 2024 wurde der Film beim Palm Springs International Film Festival gezeigt. Der Kinostart in Deutschland erfolgte am 17. Oktober 2024 über den Verleih UCM.ONE.

## Rezeption

### Kritiken
Tim Grierson schreibt in seiner Kritik bei screendaily.com, Regisseur Dani Rosenberg und sein Hauptdarsteller Ido Tako würden dem Zuschauer nicht vorschreiben, was sie von Shlomi halten sollen. Während der Film den anhaltenden Konflikt mit Israel kritisch betrachtet, sei in Shlomi eine spürbare Leere zu spüren, aber auch das unterentwickelte Gewissen in seinem Innersten. Rosenberg habe die ersten Kampfszenen aus ironischer Distanz gedreht und lasse den Krieg höllisch, aber auch sinnlos erscheinen. Er verzichte so auf heroische oder emotionale Momente. Als Shlomi von dort flüchtet, werde der meditative Charakter der Geschichte stärker. Shlomi verbinde sich wieder mit Teilen von sich selbst, die er als Soldat verloren hat. Aufgewachsen in einer Welt, in der Krieg und Wehrpflicht allgegenwärtig sind, sehne sich Shlomi nach Freiheit, ohne eine Vorstellung davon zu haben, wie diese überhaupt aussehen könnte. Der Film entwickele sich schließlich zu einer Tragödie, als die israelische Armee im Glauben, dass die Hamas ihn als Geisel hält, mit massiver Gewalt reagiert, was zu einem schrecklichen Blutvergießen führt. Ob sich Shlomi dafür verantwortlich fühlen sollte, lasse Rosenberg den Zuschauer beurteilen.
Peter Osteried, Filmkorrespondent der Gilde deutscher Filmkunsttheater, erklärt in seiner Kritik, Rosenberg prangere das System an, in dem er auch an die Waffe gezwungen wurde, und nutze seine Hauptfigur, um zu erörtern, in welchem System er selbst aufwuchs, einem, das einerseits den Konflikt in Gaza forciert und seine jungen Männer in kriegsähnliche Zustände schickt, andererseits eines, das von einer immensen Angst getrieben ist. Der verschwundene Soldat zeige ein Land im konstanten Ausnahmezustand, womit der Film aktueller denn je sei. Er werbe keineswegs für die Art, wie Israel seit dem Hamas-Terror des Oktobers 2023 agiert, aber er schaffe eine Form von Verständnis, vielleicht sogar, ohne es zu wollen: „Die Realität hat Der verschwundene Soldat eingeholt, und er verleiht ihm eine Wucht und Wirkkraft, die immens ist. Ein Film, den man gesehen haben sollte!“

### Auszeichnungen
Der verschwundene Soldat befand sich in der Vorauswahl zum Europäischen Filmpreis 2023. Im Folgenden weitere Nominierungen und Auszeichnungen.
Internationales Filmfestival Thessaloniki 2023
- Nominierung im Meet the Neighbours+ Competition[18]

Jüdisches Filmfestival Berlin Brandenburg 2024
- Auszeichnung mit dem Preis zur Förderung des filmischen Nachwuchses (Ido Tako)[19]

Locarno Film Festival 2023
- Nominierung für den Goldenen Leoparden[11]

Montpellier Mediterranean Film Festival 2023
- Lobende Erwähnung im Spielfilmwettbewerb (Dani Rosenberg)
- Auszeichnung mit dem Critics’ Award (Dani Rosenberg)
- Auszeichnung mit dem Jam Prize für die Beste Filmmusik (Yuval Semo)[20]

Ophir Awards 2023
- Nominierung als Bester Film
- Nominierung für die Beste Regie (Dani Rosenberg)
- Nominierung als Bester Schauspieler (Ido Tako)
- Nominierung als Beste Nebendarstellerin (Efrat Ben-Zur)
- Nominierung für das Beste Drehbuch (Amir Kliger und Dani Rosenberg)
- Nominierung für die Beste Musik (Yuval Semo)
- Nominierung für den Besten Filmschnitt (Nili Feller)
- Nominierung für das Beste Make-up (Shir Matzrafi und Limor Shmila)
- Nominierung für das Beste Casting (Limor Shmila)
- Nominierung für den Besten Ton (Neal Gibbs)
- Auszeichnung für die Beste Kamera (David Stragmeister)[21][22]

Reykjavik International Film Festival 2023
- Nominierung für den Golden Puffin (Dani Rosenberg)[13]